# 오벳

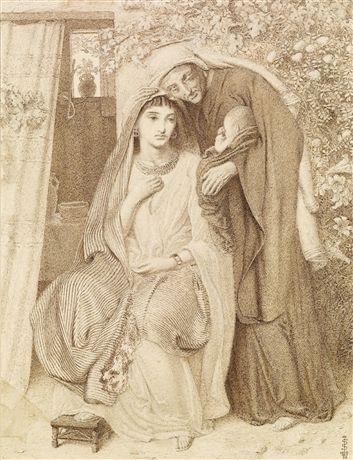

오벳(Obed)은 히브리어 성경에 따르면 보아스와 룻의 아들이다. 또, 이새의 아버지이자 다윗의 할아버지이다. 마태복음과 누가복음에 기록된 예수의 계보에서 예수의 조상들 중 한 명으로 거론된다.